# Joaquim Ferreira do Amaral
Joaquim Martins Ferreira do Amaral GCIH (Lisboa, 13 de Abril de 1945) é um engenheiro e político português.

## Biografia
Licenciado em Engenharia Mecânica pelo Instituto Superior Técnico da Universidade Técnica de Lisboa em 1968, cumpriu o serviço militar obrigatório na Guerra Colonial em Angola, como Capitão Miliciano de Infantaria.
Iniciou a sua carreira profissional na Administração Pública. Admitido no Instituto de Investimento Estrangeiro (1982), passou depois pelas Indústrias Nacionais de Defesa (1982) e pelo Instituto Financeiro de Apoio ao Desenvolvimento da Agricultura e Pescas (1986). Em 1979, integrado nos quadros da Direcção-Geral dos Serviços Industriais, foi designado Secretário de Estado das Indústrias Extractivas e Transformadoras do V Governo Constitucional, de Lurdes Pintasilgo.
Aderindo ao Partido Social Democrata em 1981, foi, sucessivamente, Secretário de Estado da Integração Europeia e Secretário de Estado do Turismo, nos governos de Francisco Pinto Balsemão, até 1983.
Entre 1984 e 1985, foi Ministro do Comércio e Turismo do governo do Bloco Central, liderado por Mário Soares (IX Governo Constitucional). Posteriormente, entre 1987 e 1990, foi novamente Ministro do Comércio e Turismo, já no governo de primeira maioria absoluta de Aníbal Cavaco Silva (XI Governo Constitucional). Em 1990, ainda no XI Governo Constitucional, foi nomeado Ministro das Obras Públicas, Transportes e Comunicações dos governos de Aníbal Cavaco Silva, mantendo-se no cargo no XII Governo Constitucional até 1995. Na pasta das Obras Públicas, promoveu a construção ou conclusão de vias rodoviárias (troços da A1 e da A12), bem como o lançamento da Ponte Vasco da Gama (concluída em 1998) e outras obras, como o alargamento do Metro de Lisboa, a construção do Centro Cultural de Belém ou a preparação da Expo 98. Em 1991, foi iniciada, sob a sua tutela, a liberalização do mercado de telecomunicações em Portugal, com a vitória da Telecel no primeiro concurso para a atribuição de licença de comunicações móveis a um operador privado em Portugal.
Após denúncias do antigo presidente da Junta Autónoma de Estradas (JAE), Amadeu Garcia dos Santos, e de uma sindicância ordenada à JAE pelo então ministro do Equipamento, Planeamento e Administração do Território, João Cravinho, viu-se envolvido, juntamente com o seu secretário de Estado, Álvaro Magalhães, num inquérito judicial por alegado favorecimento a um empreiteiro no valor de 13 milhões de contos (cerca de 65 milhões de euros), quando era ministro das Obras Públicas, Transportes e Comunicações, no âmbito da adjudicação da empreitada IC17-CRIL-Sacavém à Tecnovia e Construtora do Lena. No entanto, em maio de 2000, o inquérito foi arquivado por falta de provas.
Em 1995 assumiu o mandato de Deputado à Assembleia da República.
Candidato a Presidente da Câmara Municipal de Lisboa, em 1997, saiu derrotado por João Barroso Soares.
Em 2001 foi o candidato apoiado pelo PSD a Presidente da República, perdendo para Jorge Sampaio.
É membro não-executivo do Conselho de Administração da Lusoponte, desde 2008.

### Condecorações[3][4]
- Grã-Cruz da Ordem de Orange-Nassau da Holanda (27 de Setembro de 1991)
- Grã-Cruz da Ordem Nacional do Cruzeiro do Sul do Brasil (25 de Julho de 1996)
- Grã-Cruz da Ordem do Infante D. Henrique de Portugal (30 de Janeiro de 2006)

## Curiosidades
Participou na reunião de Bilderberg que ocorreu em Sintra, em 1999, uma das que tiveram mais participantes portugueses.

## Família, casamento e descendência
Filho de João Maria Barreto Ferreira do Amaral, que usou o título de 2.º Barão de Oliveira Lima, e de sua mulher Maria José da Graça Facco Viana de Oliveira Martins, trineta por via matrilineal do sobrinho paterno e de sua mulher a filha do 5.º Marquês de los Soidos Grande de Espanha de 1.ª Classe, descendente cada um deles do irmão primogénito de António de Faria, e de ascendência Italiana e Francesa. É sobrinho-neto de Álvaro Salvação Barreto, sobrinho bisneto de António Maria da Silva Barreto, 12.º neto de Gil Vicente e de sua segunda mulher Milícia Rodrigues, descendente duma sobrinha paterna bastarda de D. Francisco de Almeida, filha bastarda do 2.º Conde de Abrantes e 15.° neto dum parente da geração do pai de Gustavo I da Suécia da Casa de Vasa. É irmão mais novo de Augusto Martins Ferreira do Amaral e irmão mais velho de João Martins Ferreira do Amaral.
Casou em Cascais, Cascais, com Teresa Maria Possolo Pereira da Cruz (Lisboa, São Sebastião da Pedreira, 21 de Maio de 1946), filha mais velha do Arquiteto Alberto Manuel Barbosa Pereira da Cruz (Porto, Cedofeita, 12 de Novembro de 1920 - Cascais, Cascais, 26 de Dezembro de 1990) e de sua mulher Maria Luísa de Vasconcelos Pimentel Pedroso Possolo (c. 1920 - Cascais, Cascais, 22 de Janeiro de 2009), neta materna do 3.º Visconde de Vila Maior e também de ascendência Italiana, da qual tem um único filho: 
- Francisco Joaquim Pereira da Cruz Ferreira do Amaral (1971), casado com Maria Isabel Novais Tito Machado Vidal (1971), filha de José João Machado Vidal (Lisboa, 10 de Janeiro de 1950) e de sua primeira mulher (Lisboa, São Domingos de Benfica, divorciados) Maria Manuel Novais de Oliveira Tito (Lisboa, São Sebastião da Pedreira, 27 de Fevereiro de 1950), da qual tem duas filhas e dois filhos: 
  - Maria Luísa Vidal Ferreira do Amaral (1997)
  - João Gabriel Vidal Ferreira do Amaral (1998)
  - Manuel Guilherme Vidal Ferreira do Amaral (2000)
  - Vera Maria Vidal Ferreira do Amaral (2003)

## Funções governamentais exercidas
- IX Governo Constitucional
  - Ministro do Comércio e Turismo
- XI Governo Constitucional
  - Ministro do Comércio e Turismo
  - Ministro das Obras Públicas, Transportes e Comunicações
- XII Governo Constitucional
  - Ministro das Obras Públicas, Transportes e Comunicações